# Saxeten
Saxeten ist eine politische Gemeinde im Verwaltungskreis Interlaken-Oberhasli des Kantons Bern in der Schweiz.
Saxeten gehört kirchlich zur Kirchgemeinde Gsteig bei Interlaken.

## Geographie
Der Name Saxeten geht vermutlich auf die lateinische Form saxata (felsiger Ort) zurück.
Saxeten wird vom Saxetbach durchflossen, der bei Wilderswil in die Lütschine fliesst.
Der Fussgänger-Übergang Rengglipass führt von Saxeten hinüber nach Aeschiried.

## Geschichte
Am 27. Juli 1999 ereignete sich in der Schlucht des Saxetbaches ein Canyoning-Unglück, bei dem 21 junge Menschen aus Australien, Neuseeland, England, Südafrika und der Schweiz den Tod fanden.

## Bevölkerung
| Bevölkerungsentwicklung | Bevölkerungsentwicklung | Bevölkerungsentwicklung | Bevölkerungsentwicklung | Bevölkerungsentwicklung | Bevölkerungsentwicklung | Bevölkerungsentwicklung | Bevölkerungsentwicklung | Bevölkerungsentwicklung | Bevölkerungsentwicklung | Bevölkerungsentwicklung | Bevölkerungsentwicklung |
| ----------------------- | ----------------------- | ----------------------- | ----------------------- | ----------------------- | ----------------------- | ----------------------- | ----------------------- | ----------------------- | ----------------------- | ----------------------- | ----------------------- |
| Jahr                    | 1850                    | 1880                    | 1900                    | 1930                    | 1950                    | 1980                    | 1990                    | 2000                    | 2010                    | 2019                    | 2023                    |
| Einwohner               | 120                     | 146                     | 170                     | 153                     | 112                     | 91                      | 110                     | 128                     | 100                     | 93                      | 91                      |

## Tourismus
Saxeten ist Ausgangspunkt zahlreicher Wanderungen, in die Suls-Lobhornhütte, über den Rengglipass nach Aeschiried, über Wilderswil auf die Schynige Platte.

## Schulen
Seit ein paar Jahren hat Saxeten eine Tagesschule, die von den Kindern aus der Gemeinde sowie einzelnen Kindern aus umliegenden Gemeinden besucht wird. Da höchstens zwölf Kinder von der ersten bis zur neunten Klasse unterrichtet werden, kann sehr individuell auf jedes einzelne eingegangen werden.

## Verkehr
Von Interlaken Ost fahren die Berner Oberland-Bahnen (BOB) nach Wilderswil. Von dort fährt das Postauto nach Saxeten.

## Persönlichkeiten
- Martin Boss (* 1958), Gemeindepräsident (2010–2019) und Grossrat (Grüne)